# Josh Howard
Joshua Jay Howard (Winston-Salem, Carolina del Norte; 28 de abril de 1980) es un exjugador y actual entrenador de baloncesto estadounidense que disputó 10 temporadas en la NBA y actualmente dirige a equipos universitarios. Mide 2,01 metros y jugaba en la posición de alero.

## Trayectoria deportiva

### Universidad
Jugó durante 4 temporadas con los Demon Deacons de la Universidad de Wake Forest, donde fue elegido en 2003, por unanimidad, mejor jugador de la ACC. A lo largo de su trayectoria colegial, consiguió unas estadísticas de 13,9 puntos, 6,6 rebotes y 1,9 asistencias. Fue finalista del prestigioso Naismith Award en 2003, además de ser incluido en el primer equipo All-American.

### Profesional

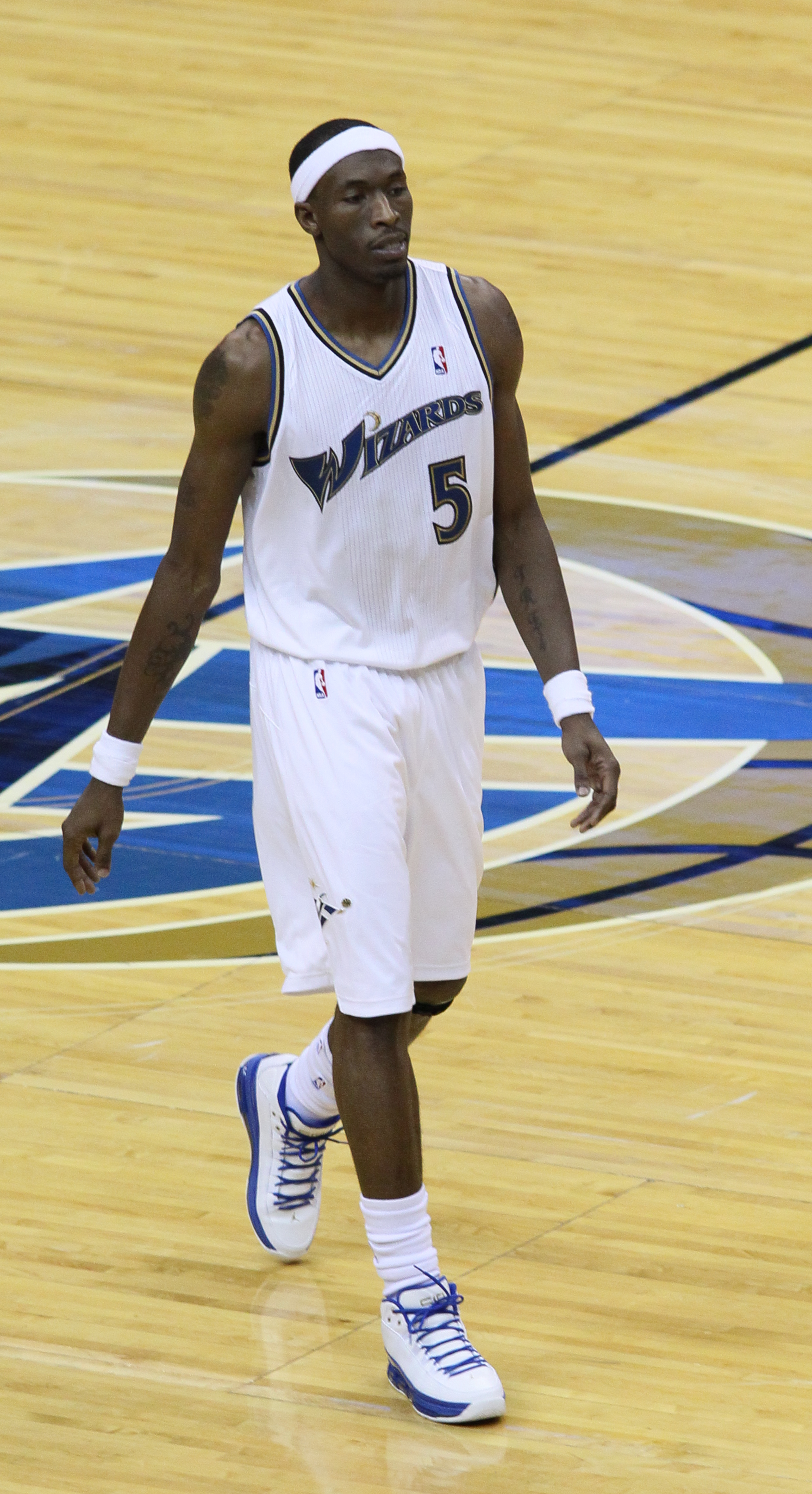
Howard con los Wizards en 2010.

Fue elegido por los Dallas Mavericks en la vigesimonovena opción de la primera ronda del draft de la NBA de 2003. Tras promediar 8,6 puntos y 5,5 rebotes por partido en su primera temporada, fue incluido en el segundo mejor quinteto de rookies del año. Al año siguiente consiguió la titularidad en su equipo, mejorando notablemente sus números, pero no ha sido hasta la temporada 2006-07 cuando ha despuntado definitivamente, ostentando en estos momentos cifras casi de All Star, con unos promedios de 19,3 puntos y 7,3 rebotes por encuentro.
Tras siete temporadas en Dallas, el 13 de febrero de 2010, Howard fue traspasado a Washington Wizards junto con Drew Gooden, James Singleton y Quinton Ross a cambio de Caron Butler, Brendan Haywood y DeShawn Stevenson.
El 15 de diciembre de 2011 firmó un contrato de un año con Utah Jazz.
En noviembre de 2012 firma un nuevo contrato con los Minnesota Timberwolves, pero es cortado un mes después tras una lesión producida el 14 de diciembre. Disputa 11 encuentros promediando 18,8 minutos por partido y 6,7 puntos por partido.
El 25 de octubre de 2013, firma un contrato con los San Antonio Spurs. Sin embargo, fue cortado al día siguiente. El 31 de octubre, fue adquirido por el equipo filial, los Austin Toros de la NBA Development League. El 27 de febrero de 2014, fue cortado.
En julio de 2014, Howard se unió a los New Orleans Pelicans para la NBA Summer League 2014. Pero fue descartado antes de comenzar la temporada.

### Entrenador
En julio de 2016, Howard fue contratado por la Piedmont International University (Carolina University) para ser el entrenador jefe del equipo. Durante 4 temporadas, llevó al equipo a un récord de 49-49. 
En abril de 2020, firmó como entrenador de la University of North Texas at Dallas.

## Estadísticas de su carrera en la NBA

### Temporada regular
| Año      | Equipo     | PJ  | PT  | MPP  | %TC  | %3P  | %TL  | RPP | APP | ROB | TPP | PPP  |
| -------- | ---------- | --- | --- | ---- | ---- | ---- | ---- | --- | --- | --- | --- | ---- |
| 2003–04  | Dallas     | 67  | 29  | 23.7 | .430 | .303 | .703 | 5.5 | 1.4 | 1.0 | .8  | 8.6  |
| 2004–05  | Dallas     | 76  | 76  | 32.2 | .475 | .296 | .733 | 6.4 | 1.4 | 1.5 | .6  | 12.6 |
| 2005–06  | Dallas     | 59  | 58  | 32.5 | .471 | .429 | .734 | 6.3 | 1.9 | 1.1 | .4  | 15.6 |
| 2006–07  | Dallas     | 70  | 69  | 35.1 | .459 | .385 | .827 | 6.8 | 1.8 | 1.2 | .8  | 18.9 |
| 2007–08  | Dallas     | 76  | 76  | 36.3 | .455 | .319 | .813 | 7.0 | 2.2 | .8  | .4  | 19.9 |
| 2008–09  | Dallas     | 52  | 51  | 32.0 | .451 | .345 | .782 | 5.1 | 1.6 | 1.1 | .6  | 18.0 |
| 2009–10  | Dallas     | 31  | 9   | 26.7 | .401 | .267 | .790 | 3.6 | 1.4 | .7  | .3  | 12.5 |
| 2009–10  | Washington | 4   | 3   | 22.8 | .435 | .273 | .750 | 3.3 | 1.0 | .8  | .5  | 14.5 |
| 2010-11  | Washington | 18  | 10  | 22.7 | .358 | .241 | .617 | 4.1 | 1.3 | .7  | .3  | 8.4  |
| 2011-12  | Utah       | 43  | 18  | 23.0 | .399 | .243 | .773 | 3.7 | 1.2 | .7  | .2  | 8.7  |
| 2012-13  | Minnesota  | 11  | 4   | 18.8 | .403 | .313 | .583 | 3.3 | .4  | .9  | .3  | 6.7  |
| Total    | Total      | 507 | 403 | 30.3 | .448 | .332 | .770 | 5.7 | 1.6 | 1.0 | .5  | 14.3 |
| All-Star | All-Star   | 1   | 0   | 20.0 | .333 | .000 | .500 | 4.0 | 3.0 | .0  | .0  | 3.0  |

### Playoffs
| Año   | Equipo | PJ | PT | MPP  | %TC  | %3P  | %TL  | RPP | APP | ROB | TPP | PPP  |
| ----- | ------ | -- | -- | ---- | ---- | ---- | ---- | --- | --- | --- | --- | ---- |
| 2004  | Dallas | 5  | 0  | 17.2 | .222 | .200 | .909 | 6.4 | .8  | 1.2 | 1.2 | 5.4  |
| 2005  | Dallas | 13 | 13 | 32.9 | .503 | .250 | .745 | 7.4 | 1.8 | .9  | .5  | 15.5 |
| 2006  | Dallas | 23 | 23 | 35.8 | .453 | .369 | .808 | 7.4 | 1.4 | 1.0 | .6  | 16.7 |
| 2007  | Dallas | 6  | 6  | 41.3 | .515 | .389 | .704 | 9.8 | 2.8 | 2.2 | .8  | 21.3 |
| 2008  | Dallas | 5  | 5  | 34.2 | .292 | .100 | .800 | 7.0 | 1.4 | .4  | .4  | 12.6 |
| 2009  | Dallas | 10 | 10 | 29.5 | .438 | .250 | .776 | 5.1 | 1.3 | .9  | .4  | 15.8 |
| 2012  | Utah   | 4  | 3  | 15.8 | .294 | .500 | .800 | 3.5 | 1.0 | .5  | .3  | 3.8  |
| Total | Total  | 66 | 60 | 32.0 | .440 | .311 | .782 | 6.9 | 1.5 | 1.0 | .6  | 14.8 |